# 桃村站
桃村站，位于中华人民共和国山东省烟台市栖霞市桃村镇，是蓝烟铁路、桃威铁路上的火车站，建于1955年，济南铁路局管辖。

## 車站周邊
- 桃村火车站卫生所
- 中国农业银行桃村分理处
- 桃村汽车站
- 桃村镇中心小学
- 中国工商银行桃村分理处
- 烟台未来星儿童乐园

## 业务办理
办理旅客乘降，行李包裹托运。货运办理整车到发，危险货运仅办理农药，化肥到发。

## 歷史
- 建于1955年。